# Liste des épisodes de One Piece (Saga Dressrosa)
 (août 2025).
 (août 2025).
Si vous disposez d'ouvrages ou d'articles de référence ou si vous connaissez des sites web de qualité traitant du thème abordé ici, merci de compléter l'article en donnant les références utiles à sa vérifiabilité et en les liant à la section « Notes et références ».
Chronologie
Île des Hommes-Poissons Île Tougato
Cet article liste les épisodes de la saga Dressrosa de One Piece.

## Générique
Quatre génériques ont été utilisés lors de la saga Dressrosa :
- We Go! de Hiroshi Kitadani (épisodes 575 à 589)
- Hands Up! de Shinzato Kouta (épisodes 591 à 628)
- Wake Up! de AAA (épisodes 629 à 662 pour la première version et épisodes 663 à 686 pour la deuxième version)
- Hard Knock Days de Generations from EXILE Tribe (épisodes 687 à 746)

## Saison 16

### ArcAmbition de Z
Ces épisodes permettent de faire le lien avec One Piece : Z (un arc spécial avait déjà été réalisé pour le film Strong World).
Arrivé dans le Nouveau Monde, l'équipage au Chapeau de Paille rencontre Lily, une géante ayant mangé le fruit Mini Mini qui lui permet de rétrécir, celle-ci est à la recherche de son père capturé par la Marine.
| No                              | Titre français                                         | Titre japonais                              | Titre japonais                                        | Date de 1re diffusion |
| No                              | Titre français                                         | Kanji                                       | Rōmaji                                                | Date de 1re diffusion |
| ------------------------------- | ------------------------------------------------------ | ------------------------------------------- | ----------------------------------------------------- | --------------------- |
| 575                             | L'ambition de Z : Lily la petite géante !              | Zの野望編：編小さな巨人リリー！             | Zetto no Yabō Hen - Chiisana Kyojin Rirī!             | 2 décembre 2012       |
| [Filler]                        |                                                        |                                             |                                                       |                       |
| 576                             | L'ambition de Z : Une armée puissante et mystérieuse ! | Zの野望編：謎の最強軍団登場！               | Zetto no Yabō Hen - Nazo no Saikyō Gundan Tōjō!       | 9 décembre 2012       |
| [Filler]                        |                                                        |                                             |                                                       |                       |
| SP 6                            | Épisode de Luffy : Aventure sur l'île de la main       | エピソードオブルフィ ハンドアイランドの冒険 | Episōdo obu Rufi - Hando Airando no bōken             | 15 décembre 2012      |
| F12                             | One Piece : Z                                          | ワンピースフィルム ゼット                   | Wan Pisu Firumu: Zetto                                | 15 décembre 2012      |
| 577                             | L'ambition de Z : La grande évasion !                  | Zの野望編：決死の大脱出作戦！               | Zetto no Yabō Hen - kesshi no dai dasshutsu sakusen ! | 16 décembre 2012      |
| [Filler]                        |                                                        |                                             |                                                       |                       |
| 578                             | L'ambition de Z : Luffy contre Shuzo !                 | Zの野望編：ルフィVSシューゾ!                | Zetto no Yabō Hen - Rufi tai Shūzō!                   | 23 décembre 2012      |
| [Filler]                        |                                                        |                                             |                                                       |                       |
| SM 1                            | Glorious Island                                        | GLORIOUS ISLAND                             | Guroriasu Airando                                     | 23 décembre 2012      |
| Prologue du film One Piece : Z. |                                                        |                                             |                                                       |                       |

### ArcPunk Hazard
| No | Titre français                                                                             | Titre japonais                             | Titre japonais                                        | Date de 1re diffusion |
| No | Titre français                                                                             | Kanji                                      | Rōmaji                                                | Date de 1re diffusion |
| --- | ------------------------------------------------------------------------------------------ | ------------------------------------------ | ----------------------------------------------------- | --------------------- |
| 579 | Débarquement ! Punk Hazard, une île livrée aux flammes                                     | 上陸! 燃える島パンクハザード               | Jōriku! Moeru Shima Panku Hazādo                      | 6 janvier 2013        |
| Les chapeaux de paille qui approchent d'une île en feu reçoivent un appel de détresse venant de cette île. Voulant découvrir ce qui se trame, un groupe composé de Luffy, Zoro, Usopp et Robin vont sur l'île. Après avoir marché pendant peu de temps, un dragon apparaît.... [Chapitre 655] |                                                                                            |                                            |                                                       |                       |
| 580 | Un combat chaud chaud chaud ! Luffy contre le dragon géant.                                | 灼熱の戦い! ルフィVS巨大竜!                | Shakunetsu no Tatakai! Rufi tai Kyodai Ryū!           | 13 janvier 2013       |
| Luffy, Zoro, Usopp et Robin s’apprêtent à affronter le dragon lorsqu'il entendent une voix provenant du dragon. Pendant ce temps, au bateau, le reste de l'équipage se fait gazer par des mystérieuses personnes. Alors que Luffy et Zoro viennent de terrasser le dragon, ils découvrent une moitié de corps coincé sur la carcasse du dragon... [Chapitre 655-656] |                                                                                            |                                            |                                                       |                       |
| 581 | L'équipage au chapeau de paille stupéfait. Le samouraï qui n'avait pas de corps.           | 一味騒然! 衝撃の首だけ侍登場!              | Ichimi Sōzen! Shōgeki no Kubi dake Samurai Tōjō!      | 20 janvier 2013       |
| Luffy, Zoro, Usopp et Robin essaye de connaître un peu plus au sujet de l'homme coincé de la carcasse du dragon en essayant de le décoincer. Cependant, la peur s'installe au moment où l'équipe observe que l'homme coincé ne possède que la partie bas du corps humain. Ce dernier s'échappe, mais Luffy le poursuit afin de lui demander de rejoindre son équipage. Pendant ce temps l'autre équipe s'est fait enlever à l’exception de Brook. De l'autre côté, l'équipe de Luffy remarque que l'île est divisée en deux parties par un lac : la première partie est en flammes et la seconde est totalement faite glace. Ils décident alors d'y faire une petite visite. Pendant ce temps l'équipe de Sanji a été enfermé par les ravisseurs. Avec eux un homme avec le visage divisé en 8 morceaux leur raconte comment il s'est fait ça. De son côté, Brook se réveille enfin et voit devant lui de mystérieuses personnes et leur demande amicalement où sont passés les autres. Ces derniers tirent alors sur Brook sans aucune hésitation. À la fin de l'épisode, nous découvrons deux personnes assez étranges dont l'une a pour but de tuer l'équipe de Luffy. [Chapitre 656-657] |                                                                                            |                                            |                                                       |                       |
| 582 | Effarement ! Le noir secret de l'île                                                       | 驚愕！遂に明かされる島の秘密               | Kyōgaku! Tsuini akasa reru shima no himitsu           | 27 janvier 2013       |
| Le Vice-Amiral Smoker dit que l'île de Punk Hazard n'est pas une île comme les autres : « il y a deux ans il n'y avait ni feu ni glace, c'était une simple île, c'est pourquoi Akainu et Aokiji ont choisi Punk Hazard pour leur affrontement. » [Chapitre 657-658] |                                                                                            |                                            |                                                       |                       |
| 583 | Sauver les enfants. Que le combat commence !                                               | 子供達を救え！一味戦闘開始                 | Kodomodachi o sukue ! Ichimi sentō kaishi             | 3 février 2013        |
| [Chapitre 658-659] |                                                                                            |                                            |                                                       |                       |
| 584 | Duel d'escrimeurs. Brook contre l'étrange Torse-Samouraï                                   | 剣術勝負ブルックVS謎の胴体侍               | Kenjutsu shōbu ! burukku tai nazo no dōtai samurai    | 10 février 2013       |
| [Chapitre 659] |                                                                                            |                                            |                                                       |                       |
| 585 | Le Grand Corsaire. Trafalgar Law !                                                         | 七武海! トラファルガー・ロー               | Shichibukai! Torafarugā Rō                            | 17 février 2013       |
| Nami et les autres essayant de trouver la sortie tombe nez à nez avec Smoker et Trafalgar. Ils font alors demi-tour tandis que Trafalgar et Smoker se mettent en garde... [Chapitre 660] |                                                                                            |                                            |                                                       |                       |
| 586 | Péril en la demeure ! Luffy tombe dans le lac                                              | 大ピンチ ルフィ極寒の湖に沈む              | Dai Pinchi - Rufi Gokkan no Mizuumi ni Shizumu        | 3 mars 2013           |
| Luffy et son groupe parviennent à vaincre Barbe Brune et ses hommes. Pendant ce temps, Trafalgar fait des ravages aux membres du G5 et les domine aisément. Smoker décide alors de s'interposer... [Chapitre 661] |                                                                                            |                                            |                                                       |                       |
| 587 | Le choc ! Law contre le Vice-Amiral Smoker                                                 | 激突! ローVSスモーカー中将                 | Gekitotsu! Rō VS Sumōkā Chūjō                         | 17 mars 2013          |
| La bataille dure mais tourne finalement en la défaveur de Smoker qui se fait voler son cœur et tombe à terre. [Chapitre 662] |                                                                                            |                                            |                                                       |                       |
| 588 | Réunis après deux ans ! Luffy et Law                                                       | 2年ぶりの再会！ルフィとロー                | Ni-Nen-buri no saikai! Rufi to rō                     | 24 mars 2013          |
| [Chapitre 662-663] |                                                                                            |                                            |                                                       |                       |
| 589 | Le pire scientifique du monde ! L'abominable César !                                       | 世界最悪 ! 恐怖の科学者シーザー            | Sekai saiaku ! Kyōfu no kagaku-sha Shīzā              | 31 mars 2013          |
| À Punk Hazard, Tashigi et Smoker, parlent sur l'hypothèse des mystérieux enfants aperçus plus tôt. Qui les aurait emmenés sur cette île fermée ? Smoker, étant dans le corps de Tashigi, croit alors qu’il s'agit d'un enlèvement et qu'un des complices du ravisseur se cacherait dans leur équipage. Côté pirate, Barbe Brune explique l'ancienne vie paisible que menait l'île : Vegapunk menait ses expériences tranquillement sur des prisonniers emmenés sur Punk Hazard. Mais un jour, un de ces essais tourna mal. Une énorme explosion fit détruire deux des trois bâtiments de Vegapunk et fit laisser échapper du gaz toxique. Les « cobayes » restèrent sur l'île à cause du Gouvernement Mondial qui les laissa. Ils vécurent pendant un an la terreur jusqu'à ce qu'un mystérieux homme apparaisse : il leur redonna usage de leur jambes qui avaient cessé de les faire marcher. Tous l'appelèrent « Maître ». L'histoire de Punk Hazard se finit alors sur cet homme. Dans le troisième bâtiment de Vegapunk, un centaure demanda de l'aide au Maître. Il testa un nouveau médicament sur lui. Mais le médicament fut une vraie torture : le centaure ne pouvant plus respirer, le Maître le laissa mourir dans le gaz. Ce monstrueux scientifique s'appelle César Clown ! [Chapitre 664] |                                                                                            |                                            |                                                       |                       |
| 590 | La collaboration la plus forte de l'histoire VS le Glouton des océans !                    | 史上最強コラボVS海の大食漢！               | Shijō Saikyō Korabo tai Umi no Taishokukan !          | 7 avril 2013          |
| Crossover entre One Piece, Toriko et Dragon Ball. Il s'agit en fait d'une épisode double d'une durée totale de 48 minutes. La première partie est l'épisode 99 de Toriko et la seconde partie est l'épisode 590 de One Piece. |                                                                                            |                                            |                                                       |                       |
| 591 | La fureur de chopper. Les expériences inhumaines du maître !                               | チョッパー激怒 M非道なる実験               | Choppā Gekido - Masutā Hidōnaru Jikken                | 14 avril 2013         |
| [Chapitre 665] |                                                                                            |                                            |                                                       |                       |
| 592 | L'équipage au chapeau de paille pris pour cible. Les tueurs à gage légendaires attaquent ! | 一味抹殺！伝説の殺し屋来襲！               | Itchimi massatsu! Densetsu no koroshi-ya raishū!      | 21 avril 2013         |
| [Chapitre 666] |                                                                                            |                                            |                                                       |                       |
| 593 | Au secours de Nami. Combat enneigé pour Luffy                                              | ナミを救え！ルフィ山の雪の戦い！           | Nami o sukue! Rufi yama no yuki no tatakai !          | 28 avril 2013         |
| [Chapitre 667] |                                                                                            |                                            |                                                       |                       |
| 594 | Un accord entre pirates. L'alliance de Luffy et Law !                                      | 結成！ルフィ・ロー海賊同盟！               | Kessei! Rufi rō kaizoku dōmei!                        | 5 mai 2013            |
| [Chapitre 668] |                                                                                            |                                            |                                                       |                       |
| 595 | Capturer le maître ! Le début de la stratégie de l'alliance pirate !                       | Mを捉えろ 海賊同盟作戦開始!                | Masutā o Toraero - Kaizoku Dōmei Sakusen Kaishi!      | 12 mai 2013           |
| [Chapitre 669] |                                                                                            |                                            |                                                       |                       |
| 596 | L'équipage en danger - Le monstre de la mort arrive par les airs !                         | 全滅の危機 死のモンスター飛来              | Zenmetsu no kiki - Shi no monsutā hirai               | 19 mai 2013           |
| [Chapitre 670] |                                                                                            |                                            |                                                       |                       |
| 597 | Une grande bataille acharnée - L'activation du réel pouvoir de César !                     | 大激戦 シーザー真の能力発動！              | Dai gekisen - Shīzā shin no nōryoku hatsudō!          | 26 mai 2013           |
| [Chapitre 671] |                                                                                            |                                            |                                                       |                       |
| 598 | Le samouraï flamboyant. Kinemon, le renard à la flamme                                     | 炎切り裂く侍！狐火の錦えもん               | Honō kirisaku samurai! Kitsunebi no Kinemon !         | 2 juin 2013           |
| [Chapitre 672] |                                                                                            |                                            |                                                       |                       |
| 599 | Le choc! La véritable identité de l'homme mystérieux, Vergo !                              | 衝撃! 謎の男ヴェルゴの正体!                | Shōgeki! Nazo no Otoko Verugo no Shōtai!              | 9 juin 2013           |
| [Chapitre 673] |                                                                                            |                                            |                                                       |                       |
| 600 | Protéger les enfants. La main maléfique du maître s'approche !                             | 子供達を守れ! 迫るMの魔の手                | Kodomo-tachi o Mamore! Semaru Masutā no Ma no Te      | 16 juin 2013          |
| [Chapitre 674] |                                                                                            |                                            |                                                       |                       |
| 601 | Le Nouveau Monde tremble. L’expérience cauchemardesque de César !                          | 新世界激震 シーザー悪夢の実験              | Shin Sekai Gekishin - Shīzā Akumu no Jikken           | 23 juin 2013          |
| [Chapitre 675] |                                                                                            |                                            |                                                       |                       |
| 602 | L'arme la plus destructrice de l'histoire. Morte terre !                                   | 史上最悪の殺戮兵器! シノクニ               | Shijō Saiaku no Satsuriku Heiki! Shinokuni            | 30 juin 2013          |
| [Chapitre 676] |                                                                                            |                                            |                                                       |                       |
| 603 | L'heure de la contre-attaque a sonné. La grande évasion de Law et Luffy !                  | 反撃開始！ルフィ・ロー大脱出               | Hangeki Kaishi! Rufi Rō Dai-Dasshutsu                 | 7 juillet 2013        |
| [Chapitre 677] |                                                                                            |                                            |                                                       |                       |
| 604 | En route pour le bâtiment R. L'alliance pirate à l'attaque !                               | めざせR棟！海賊同盟快進撃！                | Mezase R-tō! Kaizoku dōmei kaishingeki!               | 14 juillet 2013       |
| [Chapitre 678-679] |                                                                                            |                                            |                                                       |                       |
| 605 | Les larmes de Tashigi. La manœuvre désespérée du G-5 !                                     | たしぎの涙 G5決死の突破作戦                | Tashigi no namida ! G-5 kesshi no toppa sakusen       | 21 juillet 2013       |
| [Chapitre 679] |                                                                                            |                                            |                                                       |                       |
| 606 | Le Vice-Amiral Felon. Vergo, le démon de bambou !                                          | 裏切りの中将! 鬼竹のヴェルゴ               | Uragiri no Chūjō! Kichiku no Verugo                   | 28 juillet 2013       |
| [Chapitre 680] |                                                                                            |                                            |                                                       |                       |
| 607 | La fièvre du combat. Luffy contre César !                                                  | 白熱の激戦 ルフィVSシーザー                | Hakunetsu no Gekisen - Rufi tai Shīzā                 | 11 août 2013          |
| [Chapitre 681] |                                                                                            |                                            |                                                       |                       |
| 608 | Une manipulation de l'ombre. Doflamingo se manifeste !                                     | 闇の黒幕！ドフラミンゴ動く！               | Yami no kuromaku! Dofuramingo ugoku!                  | 18 août 2013          |
| [Chapitre 682] |                                                                                            |                                            |                                                       |                       |
| SP 7 | Épisode de Merry : L'histoire d'un grand ami                                               | エピソードオブメリーもうひとりの仲間の物語 | Episōdo obu meri - Mou hitori no nakama no monogatari | 24 août 2013          |
| 609 | Luffy congelé ? Monet, l'abominable femme des neiges !                                     | 闇の黒幕！ドフラミンゴ動く！               | Rufi Tōshi!? Kyōfu no Yuki-On'na Mone!                | 25 août 2013          |
| [Chapitre 683] |                                                                                            |                                            |                                                       |                       |
| 610 | Quand les poings s'entrechoquent ! Duel entre Vice-Amiraux !                               | ぶつかる拳! 二人の中将の戦い               | Butsukaru Kobushi! Futari no Chūjō no Tatakai         | 1er septembre 2013    |
| [Chapitre 684] |                                                                                            |                                            |                                                       |                       |
| 611 | Le petit dragon! Momonosuke apparaît                                                       | 小さなドラゴン! モモの助現る               | Chiisana Doragon! Momonosuke Arawaru                  | 8 septembre 2013      |
| [Chapitre 685] |                                                                                            |                                            |                                                       |                       |
| 612 | Combat mortel dans le blizzard. L'équipage au Chapeau de paille contre la femme des neiges | 吹雪の死闘 麦わらの一味VS雪女              | Fubuki no Shitō - Mugiwara no Ichimi tai Yuki-On'na   | 15 septembre 2013     |
| [Chapitre 686] |                                                                                            |                                            |                                                       |                       |
| 613 | Un nouvel arcane. L’incroyable technique à un sabre de Zoro !                              | 奥義炸裂! ゾロ最強の一刀流!                | Ōgi Sakuretsu! Zoro Saikyō no Ittō-ryū!               | 22 septembre 2013     |
| [Chapitre 687] |                                                                                            |                                            |                                                       |                       |
| 614 | Je protégerai mes amis. La fuite désespérée de Mocha !                                     | 友達を守る! モチャ命がけの逃走             | Tomodachi o Mamoru! Mocha Inochi-gake no Tōsō         | 29 septembre 2013     |
| [Chapitre 688] |                                                                                            |                                            |                                                       |                       |
| 615 | Le cri de Barbe Brune. La colère de Luffy !                                                | 茶ひげ悲痛! ルフィ怒りの一撃               | Chahige Hitsū! Rufi Ikari no Ichigeki                 | 6 octobre 2013        |
| [Chapitre 689] |                                                                                            |                                            |                                                       |                       |
| 616 | Une conclusion renversante. Smoker contre Vergo !                                          | 衝撃の決着! 白猟VSヴェルゴ!                | Shōgeki no Ketchaku! Hakuryō tai Verugo !             | 13 octobre 2013       |
| [Chapitre 690] |                                                                                            |                                            |                                                       |                       |
| 617 | La défaite de César. Grizzly Magnum !                                                      | シーザー撃破! 最強の灰熊銃!                | Shīzā Gekiha! Saikyō no Gurizurī Magunamu !           | 20 octobre 2013       |
| [Chapitre 691-692] |                                                                                            |                                            |                                                       |                       |
| 618 | Ennemis en approche. Les tueurs venus de Dressrosa !                                       | 襲来! ドレスローザからの刺客               | Shūrai! Doresurōza kara no Shikaku                    | 27 octobre 2013       |
| [Chapitre 692] |                                                                                            |                                            |                                                       |                       |
| 619 | Ça va cogner. L’invincible Général Franky !                                                | 大暴れ! 無敵のフランキー将軍               | Ō-abare! Muteki no Furankī Shōgun                     | 3 novembre 2013       |
| [Chapitre 693-694] |                                                                                            |                                            |                                                       |                       |
| 620 | Course effrénée vers la lumière. Grande explosion sur Punk Hazard !                        | 絶体絶命! パンクハザード大爆発!            | Zettai Zetsumei! Panku Hazādo Dai-bakuhatsu !         | 10 novembre 2013      |
| [Chapitre 694] |                                                                                            |                                            |                                                       |                       |
| 621 | Capturer César. Général Franky, feu !                                                      | シーザーを捕獲せよ 将軍砲炸裂              | Shīzā o Hokaku-seyo - Jeneraru Kyanon Sakuretsu       | 17 novembre 2013      |
| [Chapitre 695] |                                                                                            |                                            |                                                       |                       |
| 622 | Retrouvailles bouleversantes. Momonosuke et Kinemon !                                      | 感動の再会! モモの助と錦えもん             | Kandō no Saikai! Momonosuke to Kin'emon.              | 24 novembre 2013      |
| [Chapitre 696] |                                                                                            |                                            |                                                       |                       |
| 623 | Le temps des adieux. Départ de Punk Hazard !                                               | 惜別の時 パンクハザード出航!               | Sekibetsu no Toki - Panku Hazādo Shukkō!              | 1er décembre 2013     |
| [Chapitre 697] |                                                                                            |                                            |                                                       |                       |
| 624 | Le G-5 anéanti! L’attaque éclair de Doflamingo !                                           | G5壊滅! ドフラミンゴ急襲!                  | Jī-Faibu Kaimetsu! Dofuramingo Kyūshū!                | 8 décembre 2013       |
| [Chapitre 698] |                                                                                            |                                            |                                                       |                       |
| 625 | Tension! Aokiji VS Doflamingo !                                                            | 緊迫！青キジVSドフラミンゴ                 | Kinpaku! Aokiji tai Dofuramingo                       | 15 décembre 2013      |
| [Chapitre 698-699] |                                                                                            |                                            |                                                       |                       |

### ArcRécupération de César
| No                 | Titre français                                           | Titre japonais                | Titre japonais                               | Date de 1re diffusion |
| No                 | Titre français                                           | Kanji                         | Rōmaji                                       | Date de 1re diffusion |
| ------------------ | -------------------------------------------------------- | ----------------------------- | -------------------------------------------- | --------------------- |
| 626                | César disparaît. L’alliance pirate passe à l’action !    | 消えたシーザー! 海賊同盟出撃  | Kieta Shīzā! Kaizoku Dōmei Shutsugeki        | 22 décembre 2013      |
| [Filler]           |                                                          |                               |                                              |                       |
| 627                | Luffy disparu en mer ? La déroute de l’alliance pirate ! | ルフィ海に死す!? 海賊同盟崩壊 | Rufi Umi ni Shisu!? Kaizoku Dōmei Hōkai      | 5 janvier 2014        |
| [Filler]           |                                                          |                               |                                              |                       |
| 628                | Renversement de situation. Luffy explose de colère !     | 大逆転! 炸裂ルフィ怒りの鉄拳  | Dai-gyakuten! Sakuretsu Rufi Ikari no Tekken | 12 janvier 2014       |
| [Chapitre 699-700] |                                                          |                               |                                              |                       |

## Saison 17

### ArcDressrosa
| No | Titre français                                                                               | Titre japonais                                                | Titre japonais                                                                  | Date de 1re diffusion |
| No | Titre français                                                                               | Kanji                                                         | Rōmaji                                                                          | Date de 1re diffusion |
| --- | -------------------------------------------------------------------------------------------- | ------------------------------------------------------------- | ------------------------------------------------------------------------------- | --------------------- |
| 629 | Secousses dans le Nouveau Monde. Une nouvelle incroyable !                                   | 激震! 新世界動かす大ニュース                                  | Gekishin! Shin Sekai Ugokasu Dai-nyūsu                                          | 19 janvier 2014       |
| [Chapitre 700] |                                                                                              |                                                               |                                                                                 |                       |
| 630 | Le pays de l'amour et de la passion. Aventure à Dressrosa !                                  | 冒険! 愛と情熱の国ドレスローザ                                | Bōken! Ai to Jōnetsu no Kuni Doresurōza                                         | 26 janvier 2014       |
| [Chapitre 701] |                                                                                              |                                                               |                                                                                 |                       |
| 631 | Le tourbillon de la passion. Le Corrida Colosseum !                                          | 熱狂渦巻く コリーダコロシアム                                 | Nekkyō Uzumaku - Korīda Koroshiamu                                              | 2 février 2014        |
| [Chapitre 701-702] |                                                                                              |                                                               |                                                                                 |                       |
| 632 | Amours périlleuses. Violette la danseuse !                                                   | 危険な恋 踊り娘ヴァイオレット                                 | Kiken na Koi - Odoriko Vaioretto                                                | 9 février 2014        |
| [Chapitre 702-703] |                                                                                              |                                                               |                                                                                 |                       |
| 633 | Un combattant anonyme des plus puissants. Lucy entre dans l'arène !                          | 最強の無名戦士! ルーシー登場                                  | Saikyō no Mumei Senshi! Rūshī Tōjō                                              | 16 février 2014       |
| [Chapitre 703-704] |                                                                                              |                                                               |                                                                                 |                       |
| 634 | Le prince des pirates, Cavendish !                                                           | 海賊貴公子 キャベンディッシュ                                 | Kaizoku Kikōshi Kyabendisshu                                                    | 23 février 2014       |
| [Chapitre 704-705] |                                                                                              |                                                               |                                                                                 |                       |
| 635 | Des retrouvailles fatidiques. Bellamy la Hyène !                                             | 運命の再会 ハイエナのベラミー                                 | Unmei no Saikai - Haiena no Beramī                                              | 2 mars 2014           |
| [Chapitre 705-706] |                                                                                              |                                                               |                                                                                 |                       |
| 636 | Une supernova, Bartolomeo le Cannibale !                                                     | 超新星！人食いのバルトロメオ                                  | Chōshinsei! Hitokui no Barutoromeo                                              | 16 mars 2014          |
| [Chapitre 706-707] |                                                                                              |                                                               |                                                                                 |                       |
| 637 | L'affrontement des rivaux. Ça chauffe dans le bloc B !                                       | 群雄割拠! 白熱のBブロック!                                    | Gun'yū-kakkyo! Hakunetsu no Bī Burokku!                                         | 23 mars 2014          |
| [Chapitre 707-708] |                                                                                              |                                                               |                                                                                 |                       |
| 638 | Un coup mortel. Le King Punch dévastateur !                                                  | 一撃必殺! 驚異のキング・パンチ                                | Ichigeki-hissatsu! Kyōi no Kingu Panchi                                         | 30 mars 2014          |
| [Chapitre 709] |                                                                                              |                                                               |                                                                                 |                       |
| 639 | L'attaque des poissons combattants. Franchir le pont d'acier de la mort !                    | 闘魚襲来! 死の鉄橋を突破せよ                                  | Tōgyo Shūrai! Shi no Tekkyō o Toppa Seyo                                        | 6 avril 2014          |
| [Chapitre 710] |                                                                                              |                                                               |                                                                                 |                       |
| 640 | À l'aventure. Green Bit, l'île aux fées !                                                    | 冒険！妖精の島、グリーンビット！                              | Bōken! Yōsei no shima, Gurīn Bitto!                                             | 13 avril 2014         |
| [Chapitre 710-711] |                                                                                              |                                                               |                                                                                 |                       |
| 641 | Un monde secret. Le royaume de Tontatta !                                                    | 知られざる世界 トンタッタ王国                                 | Shirarezaru Sekai - Tontatta Ōkoku                                              | 20 avril 2014         |
| [Chapitre 711] |                                                                                              |                                                               |                                                                                 |                       |
| 642 | La conspiration du siècle. Doflamingo passe à l'action !                                     | 世紀の謀略 ドフラミンゴ動く!                                  | Seiki no Bōrya Ku - Dofuramingo Ugoku                                           | 27 avril 2014         |
| [Chapitre 711-712] |                                                                                              |                                                               |                                                                                 |                       |
| 643 | La Terre et les Cieux ébranlés. La puissance de l'Amiral Fujitora !                          | 天地ゆるがす! 大将藤虎の実力                                  | Tenchi Yurugasu! Taishō Fujitora no Jitsuryoku                                  | 4 mai 2014            |
| [Chapitre 713-714] |                                                                                              |                                                               |                                                                                 |                       |
| 644 | Une colère sans limites. Le Géant contre Lucy !                                              | 怒りの一撃! 巨人VSルーシー                                    | Ikari no Ichigeki! Kyojin tai Rūshī                                             | 11 mai 2014           |
| [Chapitre 714] |                                                                                              |                                                               |                                                                                 |                       |
| 645 | Le canon destructeur. Lucy au bord de la défaite !                                           | 破壊砲炸裂！ ルーシー危機一髪                                 | Hakai hō Sakuretsu! Rūshī kiki Ippatsu                                          | 18 mai 2014           |
| [Chapitre 715] |                                                                                              |                                                               |                                                                                 |                       |
| 646 | Le pirate légendaire ! Don Chinjao.                                                          | 伝説の海賊 首領・チンジャオ！                                 | Densetsu no Kaizoku Shuryō. Chinjao!                                            | 25 mai 2014           |
| [Chapitre 716] |                                                                                              |                                                               |                                                                                 |                       |
| 647 | Ombre et lumière. La part obscure de Dressrosa !                                             | 光と影 ドレスローザに潜む闇！                                 | Hikari to Kage Doresurōza ni Hisomu Yami!                                       | 1er juin 2014         |
| [Chapitre 717] |                                                                                              |                                                               |                                                                                 |                       |
| 648 | En avant. Usoland, le héros légendaire.                                                      | 出撃 伝説のヒーローウソランド                                 | Shutsugeki Densetsu no Hīrōusorando                                             | 8 juin 2014           |
| [Chapitre 718] |                                                                                              |                                                               |                                                                                 |                       |
| 649 | Le combat se termine. Lucy contre Chinjao !                                                  | 激戦決着! ルーシーVSチンジャオ!                               | Gekisen ketchaku! Rūshī VS Chinjao!                                             | 15 juin 2014          |
| [Chapitre 718-719] |                                                                                              |                                                               |                                                                                 |                       |
| 650 | Luffy et la gladiatrice à l’étrange destinée, Rebecca !                                      | ルフィと宿命の剣闘士レベッカ                                  | Rufi to Shukumei no Ken Tōshi Rebekka                                           | 22 juin 2014          |
| [Chapitre 720] |                                                                                              |                                                               |                                                                                 |                       |
| 651 | Je te protégerai jusqu’au bout. Rebecca et le Petit Soldat !                                 | 守り抜く！レベッカとおもちゃの兵隊                            | Mamorinuku! Rebekka to Omocha no Heitai                                         | 29 juin 2014          |
| [Chapitre 721] |                                                                                              |                                                               |                                                                                 |                       |
| 652 | Dernière mêlée générale. Le Bloc D au combat !                                               | 最後の超激戦区 Dブロック開戦                                  | Saigo no Chō Gekisen Ku D Burokku Kaisen                                        | 6 juillet 2014        |
| [Chapitre 722] |                                                                                              |                                                               |                                                                                 |                       |
| 653 | Combat décisif. Jora contre l’équipage au Chapeau de Paille !                                | 決戦！ジョーラVS麦わらの一味                                  | Kessen! Jōra VS Mugiwara no Ichimi                                              | 13 juillet 2014       |
| [Chapitre 722-723] |                                                                                              |                                                               |                                                                                 |                       |
| 654 | Une si belle lame. Cavendish au blanc destrier !                                             | 美剣! 白馬のキャベンディッシュ                                | Biken! Hakuba no Kyabendisshu                                                   | 20 juillet 2014       |
| [Chapitre 723] |                                                                                              |                                                               |                                                                                 |                       |
| 655 | Ça va chauffer. Sanji contre Doflamingo !                                                    | 大激突! サンジVSドフラミンゴ                                  | Dai-gekitotsu! Sanji tai Dofuramingo                                            | 3 août 2014           |
| [Chapitre 724] |                                                                                              |                                                               |                                                                                 |                       |
| 656 | La botte mortelle de Rebecca. Danse de l’épée au bord de l’eau !                             | レベッカ必殺剣! 背水の剣舞                                    | Rebekka Hissatsu Ken! Haisui no Kenbu                                           | 10 août 2014          |
| [Chapitre 725] |                                                                                              |                                                               |                                                                                 |                       |
| 657 | Le combattant le plus violent. Logan contre Rebecca !                                        | 最凶の戦士！ローガンVSレベッカ                                | Saikyō no Senshi! Rōgan tai Rebekka                                             | 17 août 2014          |
| [Chapitre 725-726] |                                                                                              |                                                               |                                                                                 |                       |
| 658 | Choc! La véritable identité du soldat-jouet !                                                | 衝撃！おもちゃの兵隊の正体！                                  | Shōgeki！ Omocha no Heitai no Shōtai！                                          | 24 août 2014          |
| [Chapitre 726] |                                                                                              |                                                               |                                                                                 |                       |
| SP 8 | 3D2Y : Surpasser la mort d'Ace ! La promesse de Luffy à ses amis !                           | 3D2Y - エースの死を越えて! ルフィ仲間ヒの誓い!                | 3D2Y – Ace no Shi wo Koete ! Luffy Nakama to no Chikai                          | 30 août 2014          |
| 659 | Un effroyable passé. Le sombre passé de Dressrosa !                                          | 戦慄の過去! ドレスローザの秘密                                | Senritsu no Kako! Doresurōza no Himitsu                                         | 31 août 2014          |
| [Chapitre 727] |                                                                                              |                                                               |                                                                                 |                       |
| 660 | Cauchemar. Nuit tragique à Dressrosa !                                                       | 悪夢! ドレスローザ悲劇の一夜                                  | Akumu! Doresurōza Higeki no Ichiya                                              | 7 septembre 2014      |
| [Chapitre 728] |                                                                                              |                                                               |                                                                                 |                       |
| 661 | Le choc des Grands Corsaires. Law contre Doflamingo !                                        | 七武海対決！ ローVSドフラミンゴ                               | Shichibukai Taiketsu! Rō tai Dofuramingo                                        | 14 septembre 2014     |
| [Chapitre 728-729] |                                                                                              |                                                               |                                                                                 |                       |
| 662 | La confrontation. Le Chapeau de Paille contre le Démon Céleste !                             | 両雄相まみえる！麦わらと天夜叉                                | Ryōyū Aimamieru! Mugiwara to Ten Yasha                                          | 21 septembre 2014     |
| [Chapitre 730] |                                                                                              |                                                               |                                                                                 |                       |
| 663 | Une surprise de taille pour Luffy. L’héritier de la volonté d’Ace !                          | ルフィ驚愕 エースの意志を継ぐ男                               | Rufi Kyōgaku - Ēsu no Ishi o Tsugu Otoko                                        | 28 septembre 2014     |
| [Chapitre 731] |                                                                                              |                                                               |                                                                                 |                       |
| 664 | Début de l’opération S.O.P. Usoland entre en scène !                                         | SOP 作戦開始 ! ウソランド突撃 !                               | Esu-Ō-Pī Sakusen Kaishi - Usorando Totsugeki                                    | 5 octobre 2014        |
| [Chapitre 732] |                                                                                              |                                                               |                                                                                 |                       |
| 665 | Se battre pour quelqu’un. Rebecca contre Suleiman !                                          | 熱き思い レベッカVSスレイマン                                 | Atsuki Omoi - Rebekka tai Sureiman                                              | 12 octobre 2014       |
| [Chapitre 733] |                                                                                              |                                                               |                                                                                 |                       |
| 666 | Nous avons un vainqueur. Fin des combats dans le bloc D !                                    | 勝者決定!? Dブロック衝撃の結末                                | Shōsha Kettei!? Dī-Burokku Shōgeki no Ketsumatsu                                | 19 octobre 2014       |
| [Chapitre 734] |                                                                                              |                                                               |                                                                                 |                       |
| 667 | L’Amiral prend une décision. Fujitora contre Doflamingo !                                    | 大将の決断 藤虎VSドフラミンゴ                                 | Taishō no Ketsudan - Fujitora tai Dofuramingo                                   | 26 octobre 2014       |
| [Chapitre 735] |                                                                                              |                                                               |                                                                                 |                       |
| 668 | Que la finale commence. Diamante le héros entre en scène !                                   | 決勝開始 英雄ディアマンテ登場                                 | Kesshō Kaishi - Eiyū Diamante Tōjō                                              | 2 novembre 2014       |
| [Chapitre 736] |                                                                                              |                                                               |                                                                                 |                       |
| 669 | Un château qui bouge. Pica, le redoutable lieutenant !                                       | 動く城! 最高幹部ピーカ出現                                    | Ugoku Shiro! Saikō Kanbu Pīka Shutsugen                                         | 9 novembre 2014       |
| [Chapitre 736-737] |                                                                                              |                                                               |                                                                                 |                       |
| 670 | La Griffe du Dragon. La plus puissante attaque de Lucy !                                     | 竜の爪炸裂! ルーシー脅威の一撃!                               | Ryū no Tsume Sakuretsu! Rūshī Kyōi no Ichigeki!                                 | 16 novembre 2014      |
| [Chapitre 737-738] |                                                                                              |                                                               |                                                                                 |                       |
| 671 | À bas Sugar. L’armée Tontatta passe à l’action !                                             | 打倒シュガー 小人の兵隊突撃!                                  | Datō Shugā - Kobito no Heitai Totsugeki!                                        | 23 novembre 2014      |
| [Chapitre 738-739] |                                                                                              |                                                               |                                                                                 |                       |
| 672 | Dernière lueur d’espoir. Le secret de notre Commandant !                                     | 最後の光 我らが隊長の秘密!                                    | Saigo no Hikari - Warera ga Taichō no Himitsu!                                  | 30 novembre 2014      |
| [Chapitre 739-740] |                                                                                              |                                                               |                                                                                 |                       |
| 673 | L'homme-éclat. La grande explosion de Gladius !                                              | 破裂人間 グラディウス大爆発！                                 | Panku Ningen - Guradiusu Dai Bakuhatsu!                                         | 7 décembre 2014       |
| [Chapitre 740] |                                                                                              |                                                               |                                                                                 |                       |
| 674 | Menteur, menteur. Usoland se débine !                                                        | ウソつき ウソランド逃走中！                                   | Usotsuki Usorando Tōsō-Chū!                                                     | 14 décembre 2014      |
| [Chapitre 740-741] |                                                                                              |                                                               |                                                                                 |                       |
| 675 | Une rencontre historique. Kyros et le roi Riku !                                             | 運命の出会い キュロスとリク王                                 | Unmei no Deai - Kyurosu to Riku Ō                                               | 21 décembre 2014      |
| [Chapitre 741-742] |                                                                                              |                                                               |                                                                                 |                       |
| 676 | Échec total. Usoland mordra-t-il la poussière ?                                              | 作戦失敗! 英雄ウソランド死す!?                                | Sakusen Shippai! Eiyū Usorando Shisu!?                                          | 28 décembre 2014      |
| [Chapitre 742] |                                                                                              |                                                               |                                                                                 |                       |
| 677 | La légende renaît. Kyros s’élance à corps perdu                                              | 伝説復活! キュロス渾身の一撃                                  | Densetsu Fukkatsu! Kyurosu Konshin no Ichigeki                                  | 11 janvier 2015       |
| [Chapitre 743] |                                                                                              |                                                               |                                                                                 |                       |
| 678 | L’explosion du poing ardent. Le pouvoir du Pyro-fruit est de retour !                        | 火拳炸裂! 復活メラメラの実の力                                | Hiken Sakuretsu! Fukkatsu Mera Mera no Mi no Chikara                            | 18 janvier 2015       |
| [Chapitre 743-744] |                                                                                              |                                                               |                                                                                 |                       |
| 679 | Une arrivée fracassante. Sabo l’officier Révolutionnaire !                                   | 颯爽登場 - 革命軍参謀総長サボ!                                | Sassō Tōjō - Kakumei-gun Sanbō Sōchō Sabo!                                      | 25 janvier 2015       |
| [Chapitre 744-745] |                                                                                              |                                                               |                                                                                 |                       |
| 680 | Un piège démoniaque. Bain de sang à Dressrosa !                                              | 悪魔の罠 - ドレスローザ殲滅作戦                               | Akuma no Wana - Doresurōza Senmetsu Sakusen                                     | 1er février 2015      |
| [Chapitre 745] |                                                                                              |                                                               |                                                                                 |                       |
| 681 | L’Homme qui valait 500 millions. Usoland dans le collimateur !                               | 五億の男 狙われたウソランド！                                 | Go Oku no Otoko - Nerawareta Usorando!                                          | 8 février 2015        |
| [Chapitre 746] |                                                                                              |                                                               |                                                                                 |                       |
| 682 | Brisez les lignes ennemies. Luffy et Zoro contre-attaquent !                                 | 敵陣突破 ルフィ・ゾロ反撃開始!                                | Tekijin Toppa - Rufi Zoro Hangeki Kaishi!                                       | 15 février 2015       |
| [Chapitre 746-747] |                                                                                              |                                                               |                                                                                 |                       |
| 683 | La Terre et le Ciel ébranlés. Pica le géant destructeur !                                    | 大地鳴動 破壊神巨大ピーカ降臨                                 | Daichimeidō! Hakai-shin Kyodai Pīka Kōrin                                       | 1er mars 2015         |
| [Chapitre 747-748] |                                                                                              |                                                               |                                                                                 |                       |
| 684 | Tout le monde sur le pont. Luffy et les affreux !                                            | 大集結！ルフィと凶悪戦士軍団                                  | Dai Shūketsu! Rufi to Kyōaku Senshi Gundan                                      | 15 mars 2015          |
| [Chapitre 748] |                                                                                              |                                                               |                                                                                 |                       |
| 685 | L’assaut est lancé ! L’armée de Luffy contre Pica !                                          | 快進撃! ルフィ軍団VSピーカ!                                   | Kai-Shingeki! Rufi Gundan tai Pīka!                                             | 22 mars 2015          |
| [Chapitre 749] |                                                                                              |                                                               |                                                                                 |                       |
| 686 | Un aveu déconcertant. Le serment exalté de Law !                                             | 衝撃告白! ロー熱き魂の誓い!                                   | Shōgeki Kokuhaku! Rō Atsuki Tamashī no Chikai!                                  | 29 mars 2015          |
| [Chapitre 749-750] |                                                                                              |                                                               |                                                                                 |                       |
| 687 | Un duel de choc. Sabo le chef d’État-Major contre l’Amiral Fujitora !                        | 大激突! 参謀総長サボVS大将藤虎                                | Dai-Gekitotsu! Sanbō Sōchō Sabo tai Taishō Fujitora                             | 5 avril 2015          |
| [Chapitre 750-751] |                                                                                              |                                                               |                                                                                 |                       |
| 688 | Situation désespérée. Luffy est pris au piège !                                              | 絶体絶命 罠にかかったルフィ!                                  | Zettai Zetsumei - Wana ni Kakatta Rufi!                                         | 12 avril 2015         |
| [Chapitre 751-752] |                                                                                              |                                                               |                                                                                 |                       |
| 689 | Une grande évasion ! L'Éléphant Gun renversant de Luffy.                                     | 大脱出！ルフィ起死回生の像銃                                  | Dai Dasshutsu! Rufi Kishikaisei no Erefanto Gan                                 | 19 avril 2015         |
| [Chapitre 752] |                                                                                              |                                                               |                                                                                 |                       |
| 690 | Tous unis. Luffy fonce vers la victoire !                                                    | 共同戦線 ルフィ勝利への突破口                                 | Kyōdō Sensen - Rufi Shōri e no Toppakō                                          | 26 avril 2015         |
| [Chapitre 752-753] |                                                                                              |                                                               |                                                                                 |                       |
| 691 | Le second samouraï. Kanjuro l'orageux.                                                       | 二人目の侍 夕立ちカン十郎登場                                 | Futarime no Samurai - Yūdachi Kanjūrō Tōjō                                      | 3 mai 2015            |
| [Chapitre 753-754] |                                                                                              |                                                               |                                                                                 |                       |
| 692 | Un combat enchaîné contre Pica. L'attaque dévastatrice de Zoro !                             | 激闘ピーカ戦 ゾロ必殺の一撃！                                 | Gekitō Pīka Sen - Zoro Hissatsu no Ichigeki!                                    | 10 mai 2015           |
| [Chapitre 754-755] |                                                                                              |                                                               |                                                                                 |                       |
| 693 | La princesse Tontatta. Manshelly la prisonnière !                                            | 小人の姫 囚われのマンシェリー                                 | Kobito no Hime - Toraware no Mansherī                                           | 17 mai 2015           |
| [Chapitre 755-756] |                                                                                              |                                                               |                                                                                 |                       |
| 694 | Incassables. L'armée des terribles casse-noisettes !                                         | 不死身！恐怖の頭割り人形軍団                                  | Fujimi! Kyōfu no Atamawari Ningyō Gundan                                        | 24 mai 2015           |
| [Chapitre 756] |                                                                                              |                                                               |                                                                                 |                       |
| 695 | Au péril de leur vie. Luffy, l'atout pour la victoire !                                      | 命かけて！ルフィは勝利の切り札                                | Inochi Kakete! Rufi wa Shōri no Kirifuda                                        | 31 mai 2015           |
| [Chapitre 756-757] |                                                                                              |                                                               |                                                                                 |                       |
| 696 | D'émouvantes retrouvailles. Rebecca et Kyros !                                               | 涙の再会 レベッカとキュロス                                   | Namida no Saikai Rebekka to Kyurosu                                             | 7 juin 2015           |
| [Chapitre 757-758] |                                                                                              |                                                               |                                                                                 |                       |
| 697 | En plein dans le mille. Le sauveur de Dressrosa !                                            | 一撃必殺 ドレスロ一ザを救う男                                 | Ichigeki Hissatsu - Doresurōza o Sukū Otoko                                     | 14 juin 2015          |
| [Chapitre 758] |                                                                                              |                                                               |                                                                                 |                       |
| 698 | Éruption de colère ! Le stratagème de Law et Luffy !                                         | 怒り爆発！ ルフィ・ロー最強の秘策                             | Hikari Bakuhatsu! Rufi Rō Saikyō no Hisaku                                      | 21 juin 2015          |
| [Chapitre 758-759] |                                                                                              |                                                               |                                                                                 |                       |
| 699 | Une noble famille. La vérité sur Doflamingo !                                                | 気高き一族 ドフラミンゴの正体!                                | Kedakaki Ichizoku - Dofuramingo no Shōtai!                                      | 28 juin 2015          |
| [Chapitre 760] |                                                                                              |                                                               |                                                                                 |                       |
| 700 | Le pouvoir ultime. Le secret du fruit du bistouri.                                           | 究極の力 オペオペの実の秘密!                                  | Kyūkyoku no Chikara - Ope Ope no Mi no Himitsu!                                 | 5 juillet 2015        |
| [Chapitre 761] |                                                                                              |                                                               |                                                                                 |                       |
| 701 | Tristes souvenirs. Law, le garçon de la ville blanche !                                      | 悲しき記憶 白い町の少年ロー                                   | Kanashiki Kioku - Shiroi Machi no Shōnen Rō!                                    | 12 juillet 2015       |
| [Chapitre 762] |                                                                                              |                                                               |                                                                                 |                       |
| 702 | Dragon céleste. Le tumultueux passé de Doffy !                                               | 天竜人! ドフィの壮絶なる過去                                  | Tenryūbito! Dofi no Sōzetsu-naru Kako                                           | 19 juillet 2015       |
| [Chapitre 763] |                                                                                              |                                                               |                                                                                 |                       |
| 703 | Le chemin des souffrances. Law et Corazon : un voyage pour la vie.                           | 苦難の道 ローとコラソン命の旅                                 | Kunan no Michi - Rō to Korason Inochi no Tabi                                   | 2 août 2015           |
| [Chapitre 764] |                                                                                              |                                                               |                                                                                 |                       |
| 704 | Le temps est compté. À la recherche du fruit du bistouri !                                   | 時迫る! オペオペの実を奪え!                                   | Toki Semaru! Ope Ope no Mi o Ubae!                                              | 9 août 2015           |
| [Chapitre 764-765] |                                                                                              |                                                               |                                                                                 |                       |
| 705 | L'instant crucial. Le sourire d'adieu de Corazon !                                           | 覚悟の時 コラソン別れの笑顔 ！                                | Kakugo no Toki - Korason Wakare no Egao !                                       | 16 août 2015          |
| [Chapitre 766] |                                                                                              |                                                               |                                                                                 |                       |
| SP 9 | Épisode de Sabo - Le lien des trois frères - La réunion miraculeuse et la résolution héritée | エピソードオブサボ 〜3兄弟の絆 奇跡の再会と受け継がれる意志〜 | Episōdo obu Sabo - San-Kyōdai no Kizuna - Kiseki no Saikai to Uketsugareru Ishi | 22 août 2015          |
| 706 | Va, Law. Le combat final de l'homme au grand cœur !                                          | 行けロー 優しき男最期の戦い！                                 | Yuke Rō - Yasashiki Otoko Saigo no Tatakai!                                     | 23 août 2015          |
| [Chapitre 767] |                                                                                              |                                                               |                                                                                 |                       |
| 707 | Vers la liberté. L'Injection Shot de Law !                                                   | 自由へ！ロー注射ショット炸裂                                  | Jiyū e! Rō Injekushon Shotto Sakuretsu                                          | 30 août 2015          |
| [Chapitre 768] |                                                                                              |                                                               |                                                                                 |                       |
| 708 | Un combat acharné. Law contre Doflamingo !                                                   | 熱き闘い ローVSドフラミンゴ                                   | Atsuki Tatakai - Rō tai Dofuramingo                                             | 6 septembre 2015      |
| [Chapitre 769-770] |                                                                                              |                                                               |                                                                                 |                       |
| 709 | Face au lieutenant. Le fier Hajrudin !                                                       | 幹部決戦 誇り高きハイルディン                                 | Kanbu Kessen - Hokori Takaki Hairudin                                           | 13 septembre 2015     |
| [Chapitre 769-770] |                                                                                              |                                                               |                                                                                 |                       |
| 710 | Le duel de l'amour. Sai le nouveau "Don" contre Baby 5 !                                     | 愛の決戦 新棟梁サイVSベビー5                                  | Ai no Kessen - Shin Tōryō Sai tai Bebī Faivu                                    | 20 septembre 2015     |
| Luffy assiste, impuissant, à la colère de Bellamy, qui continue à le défier en s'élançant dans tous les sens avec une agilité extraordinaire grâce au pouvoir de son Fruit du Démon. Le Chapeau de Paille supplie son ami de s'arrêter, mais ce dernier n'en fait qu'à sa tête car tout ce qu'il désire maintenant, c'est de mourir. De son côté, Zoro poursuit avec acharnement son combat contre Pica, qui dévaste tout sur son passage sans différencier ses ennemis de ses alliés. Quant à Sai, il décide de se marier avec Baby 5 puis vainc Lao G. [Chapitre 771] |                                                                                              |                                                               |                                                                                 |                       |
| 711 | La fierté d'un homme. La dernière charge de Bellamy !                                        | 男の意地 ベラミー最期の突撃!                                  | Otoko no Iji - Beramī Saigo no Totsugeki!                                       | 27 septembre 2015     |
| Zoro a été témoin de la défaite de Lao G et s'extasie devant la puissance de Sai, qui a réussi à vaincre l'un des lieutenants les plus coriaces de la Don Quijote Family. Ce dernier, en compagnie de Baby 5 qui est devenue sa promise, s'inquiète de l'état de santé de son grand-père tandis que Baby 5, amoureuse de lui, est déjà prête pour le mariage ! [Chapitre 771-772] |                                                                                              |                                                               |                                                                                 |                       |
| 712 | Tornade et raz-de-marée. L'étalon blanc contre Dellinger !                                   | 疾風怒濤 ハクバVSデリンジャー                                 | Shippūdotō - Hakuba tai Derinjā                                                 | 4 octobre 2015        |
| L'onde de choc de l'explosion causée par Gladius balaie tout sur son passage. Gladius pense que Cavendish a péri dans la déflagration, mais le pirate à la rose a réussi à s'abriter derrière la barrière protectrice de Bartolomeo. Les deux alliés ne peuvent s'empêcher de se chamailler au point que Cavendish demande à son acolyte de lever son bouclier pour le laisser partir afin de poursuivre son combat contre Gladius... [Chapitre 772-773] |                                                                                              |                                                               |                                                                                 |                       |
| 713 | Le fruit de la barrière. Un hommage coup de poing !                                          | バリバリ オマージュ神拳発動!                                  | Bari Bari - Omāju Shinken Hatsudō!                                              | 11 octobre 2015       |
| Tandis que Robin rejoint Rebecca, qui se trouve sur le Champ de Fleurs, elle est prise pour cible par l'étalon blanc. La jeune archéologue l'arrête facilement en utilisant ses pouvoirs sous les yeux étonnés de Bartolomeo, témoin de la scène. Il est tellement impressionné qu'il idolâtre Robin. De son côté, Cavendish lutte pour reprendre le contrôle total de son corps, mais l'étalon blanc résiste et ordonne à Cavendish de se rendormir... [Chapitre 773] |                                                                                              |                                                               |                                                                                 |                       |
| 714 | La princesse guérisseuse. Il faut sauver Manshelly !                                         | 癒しの姫 マンシェリーを救え！                                 | Iyashi no Hime - Mansherī o Sukue!                                              | 18 octobre 2015       |
| Utilisant ses pouvoirs, Robin se charge de protéger Rebecca à la place de Kyros car l'ancien champion du Corrida Colosseum se prépare à libérer sa colère sur Diamante, exaspéré de voir l'archéologue de l’Équipage de Chapeau de paille se mêler de ses affaires... [Chapitre 774] |                                                                                              |                                                               |                                                                                 |                       |
| 715 | Un duel d'hommes. Requiem pour l'amour de Señor !                                            | 男の決闘 セニュール愛の挽歌                                   | Otoko no Kettō - Senyūru Ai no Banka                                            | 25 octobre 2015       |
| Bellamy continue d'attaquer Luffy tandis que ce dernier le supplie d'arrêter. Mais son ennemi ne l'écoute pas et tente de le tuer pour gagner les faveurs de Doflamingo en administrant de violents coups de poing au Chapeau de Paille. Au même moment, après ses retrouvailles avec Manshelly, Léo est contraint de transporter la capricieuse princesse sur son dos sans comprendre que celle-ci est tombée follement amoureuse de lui... [Chapitre 775] |                                                                                              |                                                               |                                                                                 |                       |
| 716 | Mortelle pluie d'étoiles. Diamante se déchaîne !                                             | 死の星屑（デス・エンハンブレ） ディアマンテ猛攻の嵐           | Desu Enhanbure - Diamante Mōkō no Arashi                                        | 1er novembre 2015     |
| Après avoir été victime d'un glissement de terrain, Lucian, l'épouse de Señor Pink, se retrouve à l'hôpital. Son époux tente par tous les moyens de l'aider. Au même instant, Robin protège Rebecca de son mieux tandis que Kyros affronte seul Diamante, qui se vante d'être le héros actuel du Corrida Colosseum... [Chapitre 775-776] |                                                                                              |                                                               |                                                                                 |                       |
| 717 | Trueno Bastardo ! La colère de Kyros s'abat !                                                | 雷の破壊剣（トゥルエノバスタード）！キュロス怒りの一撃！      | Turueno Basutādo! Kyurosu Ikari no Ichigeki!                                    | 8 novembre 2015       |
| Malgré la pluie de balles de fer piquantes qui s'abat sur lui, Kyros attaque farouchement Diamante, qui se défend de son mieux sous les yeux de Rebecca et Robin, toujours abritées sous le parapluie végétal créé par la jeune archéologue. Bien décidé à venger la mort de son épouse, l'ancien champion du Corrida Colosseum se bat comme un acharné... [Chapitre 776-777] |                                                                                              |                                                               |                                                                                 |                       |
| 718 | Une sacrée balade. Tactique surprise du géant Pica !                                         | 大地横断 巨像ピーカ奇襲作戦！                                 | Daichi Ōdan - Kyozō Pīka Kishū Sakusen!                                         | 15 novembre 2015      |
| Dans le Palais Royal, Bellamy continue de sauter de mur en mur en risquant sa vie, dans le seul but de provoquer Luffy. Ce dernier tente toujours de ramener son ami à la raison, mais sans succès. Bellamy n'a que faire de ses recommandations et frappe le Chapeau de Paille avec force. Celui-ci encaisse les coups sans broncher. À l'extérieur du palais, sur le Champ de Fleurs, Kyros et Rebecca sont menacés par Pica, qui est apparu devant eux... [Chapitre 777-778] |                                                                                              |                                                               |                                                                                 |                       |
| 719 | Duel décisif dans les airs. Zoro dévoile son arcane !                                        | 空中決戦 ゾロ新必殺奥義炸裂！                                 | Kūchū Kessen - Zoro Shin Hissatsu Ōgi Sakuretsu!                                | 22 novembre 2015      |
| Alors que Pica s'apprête à écraser le roi Riku, Zoro demande à Orlumbus de l'aider à le lancer dans les airs pour vaincre ce dangereux lieutenant-chef de la Don Quijote Family... [Chapitre 778] |                                                                                              |                                                               |                                                                                 |                       |
| 720 | Adieu. La dernière charge de Bellamy !                                                       | あばよ！ベラミー別れの一撃！                                  | Abayo! Beramī Wakare no Ichigeki!                                               | 29 novembre 2015      |
| Pica a été anéanti par Zoro, mais le royaume n'est pas tiré d'affaire pour autant. La cage de Doflamingo resserre ses barreaux sur Dressrosa. Toujours aux prises avec Bellamy, manipulé comme un pantin, Luffy se voit contraint de se débarrasser de lui... [Chapitre 779] |                                                                                              |                                                               |                                                                                 |                       |
| 721 | Law trépasse. L'attaque enragée de Luffy !                                                   | ロー死す ルフィ憤怒の猛攻撃！                                 | Rō Shisu - Rufi Fundo no Mōkōgeki!                                              | 6 décembre 2015       |
| Trafalgar D. Water Law semble vivre sa dernière heure. Mais avant de l'achever, Doflamingo lui propose un marché : si Law utilise l'arcane suprême du fruit du bistouri, la chirurgie de jouvence, Doflamingo exaucera un dernier vœu, quel qu'il soit... [Chapitre 780] |                                                                                              |                                                               |                                                                                 |                       |
| RP 3 | Épisode spécial abrégé. L'arc Long Ring Long Land !                                          | ワンピース～ロングリングロングランド編～ 一夜限りの特別編集   | Wan Pīsu ~ Rongu Ringu Rongu Rando-hen ~ ichiya kagiri no tokubetsu henshū-ban  | 11 décembre 2015      |
| Résumé de l'arc Long Ring Long Land. |                                                                                              |                                                               |                                                                                 |                       |
| 722 | La lame de la vengeance. La riposte du Gamma Knife !                                         | 執念の刃 逆襲のガンマナイフ！                                 | Shūnen no Yaiba!- Gyakushū no Ganma Naifu!                                      | 13 décembre 2015      |
| Doflamingo fait rétrécir sa cage meurtrière, mettant en danger toute personne présente à Dressrosa. Mais Trafalgar D. Water Law a préparé une technique toute particulière pour tenter de mettre fin, une bonne fois pour toutes, au règne du despote... [Chapitre 781] |                                                                                              |                                                               |                                                                                 |                       |
| SP 10 | Adventure of Nebulandia                                                                      | アドベンチャー オブ ネブランディア                            | Adobenchā obu Neburandia                                                        | 19 décembre 2015      |
| 723 | Bataille de fluides. Luffy contre Doflamingo !                                               | 覇気激突! ルフィVSドフラミンゴ                                | Haki Gekitotsu - Rufi tai Dofuramingo                                           | 20 décembre 2015      |
| Doflamingo a survécu à l'attaque de Trafalgar D. Water Law. C'est au tour de Luffy de l'affronter pour un duel de fluides royaux. Malheureusement, Doflamingo semble avoir le dessus... [Chapitre 781-782] |                                                                                              |                                                               |                                                                                 |                       |
| 724 | Invulnérable. L'étonnant secret de Trébol !                                                  | 攻撃不能 トレーボル衝撃の秘密                                 | Kōgeki Funō - Torēboru Shōgeki no Himitsu                                       | 27 décembre 2015      |
| Law est au plus mal. Immobilisé par la poisse visqueuse de Trébol, il agonise doucement. Luffy continue son combat acharné contre Doflamingo, mais se retrouve à son tour pris au piège dans la morve de Trébol. C'est l'occasion pour ce dernier de se souvenir de sa rencontre avec le jeune Doflamingo... [Chapitre 782-783] |                                                                                              |                                                               |                                                                                 |                       |
| 725 | Explosion de fureur. Je m'occupe de tout !                                                   | 怒り爆発 おれが全部引き受ける                                 | Ikari Bakuhatsu - Ore ga Zenbu Hikiukeru                                        | 10 janvier 2016       |
| Malgré l'attaque kamikaze de Trébol, Luffy parvient à sauver Law. Ce dernier, déjà bien mal en point, subit l'acharnement de Doflamingo, qui s'apprête à lui porter le coup de grâce. C'est sans compter l'intervention de Cavendish, qui le sauve in extremis. Luffy lui confie alors ses amis et lui ordonne de les mettre à l'abri. Mais Law refuse de fuir le champ de bataille et veut assister à la fin du combat... [Chapitre 783] |                                                                                              |                                                               |                                                                                 |                       |
| 726 | Gear Fourth. Le prodigieux Bound Man !                                                       | ギア4！ 驚異のバウンドマン！                                  | Gia Fōsu! Kyōi no Baundoman!                                                    | 17 janvier 2016       |
| Après des combats acharnés contre les compagnons de Luffy, tous les lieutenants de la Don Quijote Family sont hors d'état de nuire. Il ne reste plus que Doflamingo. Le duel tant attendu entre Luffy et l'infâme despote fait trembler tout Dressrosa. Pendant ce temps, les bâtiments de l'île s’effondrent et la panique envahit les rues... [Chapitre 784] |                                                                                              |                                                               |                                                                                 |                       |
| 727 | Terrible contre-attaque. L'éveil de Doflamingo !                                             | 大逆襲！ ドフラミンゴの覚醒！                                 | Dai Gyakushū! Dofuramingo no Kakusei!                                           | 24 janvier 2016       |
| Le duel entre Luffy et Doflamingo se poursuit. Luffy semble être maître de la situation grâce au Gear Fourth, mais Doflamingo n'entend pas se laisser dominer et «éveille» son fruit du démon, ce qui lui confère des pouvoirs encore plus grands... [Chapitre 785] |                                                                                              |                                                               |                                                                                 |                       |
| 728 | Luffy. Tout miser sur le Leo Bazooka !                                                       | ルフィ！ 渾身の獅子バズーカ！                                 | Rufi! Konshin no Reo Bazūka!                                                    | 31 janvier 2016       |
| Le combat se poursuit entre Luffy et Doflamingo. Au même moment, Franky a fait évacuer les Tontatta de la fabrique de Smiles. Au moyen du Gear Fourth et de son attaque «Leo Bazooka», Luffy semble l'emporter. Doflamingo semble à terre et le peuple est en liesse. Mais tout le monde déchante en se rendant compte que la cage continue de rétrécir... [Chapitre 785-786] |                                                                                              |                                                               |                                                                                 |                       |
| 729 | Flamme du dragon impérial. Luffy doit rester en vie !                                        | 火炎竜王 ルフィの命を守りぬけ                                 | Kaen Ryūō - Rufi no Inochi o Mamorinuke                                         | 14 février 2016       |
| Luffy est épuisé, mais Doflamingo se relève. Gatz et les gladiateurs vont tenter de protéger Luffy pendant au moins dix minutes, le temps qu'il puisse utiliser le fluide à nouveau. Mais attention, Burgess surgit pour profiter de la faiblesse temporaire de Luffy... [Chapitre 786-787] |                                                                                              |                                                               |                                                                                 |                       |
| 730 | Les larmes miraculeuses. Le combat de Manshelly !                                            | 奇跡の涙 マンシェリーの戦い！                                 | Kiseki no Namida - Mansherī no Tatakai!                                         | 21 février 2016       |
| [Chapitre 787-788] |                                                                                              |                                                               |                                                                                 |                       |
| 731 | Jusqu'à notre dernier soupir. Bloquer la cage mortelle !                                     | 命の限り 死の鳥カゴを止めろ！                                 | Inochi no Kagiri - Shi no Tori Kago o Tomero!                                   | 28 février 2016       |
| [Chapitre 788-789] |                                                                                              |                                                               |                                                                                 |                       |
| 732 | La vie ou la mort. Épique compte à rebours !                                                 | 生か死か 運命のカウントダウン                                 | Seika Shika - Unmei no Kauntodaun                                               | 6 mars 2016           |
| [Chapitre 789] |                                                                                              |                                                               |                                                                                 |                       |
| 733 | Défier le ciel. Le King Kong Gun de la colère !                                              | 天を討つ ルフィ怒りの大猿王銃                                 | Ten o Utsu - Rufi Ikari no Kingu Kongu Gan                                      | 20 mars 2016          |
| Luffy est revenu devant Doflamingo pour le combat final. Alors que les deux adversaires ont du mal à tenir debout, le démon céleste lance une nuée de fils sur le chapeau de paille. Rebecca a été sauvée in extremis par Law. Doflamingo prend le contrôle d'un Luffy à bout de forces, mais le discours du grand corsaire sur les humains le met en rage. Il se libère de ses fils en activant une nouvelle fois le Gear Fourth, puis s'envole dans les airs, suivit par son ennemi. Luffy se remémore les atrocités qu'a fait subir Doflamingo sur Dressrosa, mais ce dernier lui dit de s'en prendre à lui-même s'il n'est pas né dragon céleste. Le chapeau de paille rétracte son bras avant de le gonfler pour lancer son Gum Gum King Kong Gun, mais le roi tyrannique de Dressrosa se défend en créant une toile d'araignée et en lançant son God Thread. Les deux attaques s'affrontent et créent une onde de choc allant jusqu'à la mer. Alors que les fils allaient prendre le dessus, Luffy entend le soutien de ses amis et des habitants du pays, puis finit par casser les fils et la toile d'araignée avant de frapper Doflamingo lui-même, cassant ses lunettes. Ce dernier est propulsé vers le sol, brisant la ville en deux, et Doflamingo tombe inanimé dans le port souterrain. Law se souvient de Corazon qui lui avait dit que les D. étaient les plus grands ennemis des dieux. Alors que la défaite de Doflamingo, sa déchéance et la fin de son règne sur Dressrosa sont symbolisés par ses lunettes rouges qui se brisent, Luffy plane dans les airs en prenant un air victorieux. [Chapitre 790] |                                                                                              |                                                               |                                                                                 |                       |
| 734 | Vers la liberté. Dressrosa laisse éclater sa joie !                                          | 自由へ！喜びのドレスローザ！                                  | Jiyū e! Yorokobi no Doresurōza!                                                 | 27 mars 2016          |
| [Chapitre 791] |                                                                                              |                                                               |                                                                                 |                       |
| 735 | Du jamais vu. La décision stupéfiante de Fujitora !                                          | 前代未聞 大将藤虎衝撃の決断！                                 | Zendaimimon - Taishō Fujitora Shōgeki no Ketsudan!                              | 3 avril 2016          |
| [Chapitre 792] |                                                                                              |                                                               |                                                                                 |                       |
| 736 | Onde de choc. La génération terrible en action !                                             | 激震走る 動き出す最悪の世代！                                 | Gekishin Hashiru - Ugokidasu Saiaku no Sedai!                                   | 10 avril 2016         |
| [Chapitre 793] |                                                                                              |                                                               |                                                                                 |                       |
| 737 | Naissance d'une légende. Les aventures de Sabo, le révolutionnaire !                         | 伝説誕生 革命戦士サボの冒険！                                 | Densetsu Tanjō - Kakumei Senshi Sabo no Bōken !                                 | 17 avril 2016         |
| [Chapitre 794] |                                                                                              |                                                               |                                                                                 |                       |
| 738 | Les liens fraternels. L'envers des retrouvailles !                                           | 兄弟の絆 ルフィ•サボ再会秘話                                  | Kyōdai no Kizuna - Rufi • Sabo Saikai Hiwa                                      | 24 avril 2016         |
| [Chapitre 794-795] |                                                                                              |                                                               |                                                                                 |                       |
| 739 | La plus terrible des créatures. Kaido aux cents bêtes !                                      | 最強の生物 四皇•百獣のカイドウ                                | Saikyō no Seibutsu - Yonkō • Hyakujū no Kaidō                                   | 1er mai 2016          |
| [Chapitre 795] |                                                                                              |                                                               |                                                                                 |                       |
| 740 | Fujitora passe à l'action. L'Équipage au Chapeau de paille encerclé !                        | 藤虎動く 麦わらの一味完全包囲網                               | Fujitora Ugoku - Mugiwara no Ichimi Kanzen Hōimō                                | 8 mai 2016            |
| [Chapitre 796] |                                                                                              |                                                               |                                                                                 |                       |
| 741 | Situation de crise. Rebecca est enlevée !                                                    | 非常事態 さらわれたレベッカ！                                 | Hijō jitai - Sarawareta Rebekka!                                                | 15 mai 2016           |
| [Chapitre 796-797] |                                                                                              |                                                               |                                                                                 |                       |
| 742 | Un père et sa fille. Kyros et Rebecca !                                                      | 父娘の絆 キュロスとレベッカ！                                 | Oyako no Kizuna - Kyurosu to Rebekka!                                           | 22 mai 2016           |
| [Chapitre 797-798] |                                                                                              |                                                               |                                                                                 |                       |
| 743 | La fierté d'un homme. Luffy contre Fujitora, l'affrontement !                                | 男の意地 ルフィVS藤虎真向勝負                                 | Otoko no Iji - Rufi tai Fujitora Makkō Shōbu                                    | 29 mai 2016           |
| [Chapitre 798-799] |                                                                                              |                                                               |                                                                                 |                       |
| 744 | Pris au piège. L'implacable amiral Fujitora !                                                | 逃場無し 大将藤虎非情の追撃！                                 | Nigebanashi - Taishō Fujitora Hijō no Tsuigeki!                                 | 5 juin 2016           |
| [Chapitre 799] |                                                                                              |                                                               |                                                                                 |                       |
| 745 | La coupe des vassaux. L'armada du chapeau de paille !                                        | 子分の盃 結成！麦わら大船団！                                 | Kobun no Sakazuki - Kessei! Mugiwara Dai Sendan!                                | 12 juin 2016          |
| [Chapitre 800] |                                                                                              |                                                               |                                                                                 |                       |
| 746 | Âpres rivalités. Les prodiges du Nouveau Monde !                                             | 群雄割拠 荒れ狂う新世界の怪物達                               | Gun'yūkakkyo - Arekuruu Shin sekai no Kaibutsu-tachi                            | 19 juin 2016          |
| [Chapitre 801] |                                                                                              |                                                               |                                                                                 |                       |

### Épisodes français
1. 1 2 3 4 5 6 7 8 9 10 11 12 13 14 15 16 17  Épisodes 575 à 593,kana.fr
2. 1 2 3 4 5 6 7 8 9 10 11 12 13 14 15 16 17  Épisodes 594 à 610,kana.fr
3. 1 2 3 4 5 6 7 8 9 10 11 12 13 14 15 16 17 18  Épisodes 611 à 628,kana.fr
4. 1 2 3 4 5 6 7 8 9 10 11 12 13 14 15  Épisodes 629 à 643,kana.fr
5. 1 2 3 4 5 6 7 8 9 10 11 12 13 14 15  Épisodes 644 à 658,kana.fr
6. 1 2 3 4 5 6 7 8 9 10 11 12 13 14 15  Épisodes 659 à 673,kana.fr
7. 1 2 3 4 5 6 7 8 9 10 11 12 13 14 15  Épisodes 674 à 688,kana.fr
8. 1 2 3 4 5 6 7 8 9 10 11 12 13 14 15  Épisodes 689 à 703,kana.fr
9. 1 2 3 4 5 6 7 8 9 10 11 12 13 14 15 16  Épisodes 704 à 719,kana.fr
10. 1 2 3 4 5 6 7 8 9 10 11 12 13 14 15 16  Épisodes 720 à 735,kana.fr
11. 1 2 3 4 5 6 7 8 9 10 11  Épisodes 736 à 746,kana.fr